# Улме
Улме (порт. Ulme)  —  район (фрегезия) в Португалии,  входит в округ Сантарен. Является составной частью муниципалитета  Шамушка. По старому административному делению входил в провинцию Рибатежу. Входит в экономико-статистический  субрегион Лезирия-ду-Тежу, который входит в Алентежу. Население составляет 1502 человека на 2001 год. Занимает площадь 121,85 км².
Покровителем района считается Дева Мария (порт. Santa Maria). 